# Cuerpo Superior de Interventores y Auditores del Estado
El Cuerpo Superior de Interventores y Auditores del Estado (CSIAE) es un cuerpo de funcionarios de la Administración Pública de España adscrito al Ministerio de Hacienda, y con dependencia funcional de la Intervención General de la Administración del Estado.
Pertenecientes al Grupo A, sus integrantes poseen titulación universitaria, así como preparación jurídica y económica, especialmente en los campos del Derecho presupuestario y la contratación del sector público.